# زدرافكو سيميتش
زدرافكو سيميتش هو لاعب كرة قدم كرواتي في مركز الوسط، ولد في 8 سبتمبر 1977 في رييكا في كرواتيا. شارك مع منتخب كرواتيا تحت 17 سنة لكرة القدم ومنتخب كرواتيا تحت 19 سنة لكرة القدم. أما مع النوادي، فقد لعب مع نادي رييكا وهاوجانج يونايتد.